# Баджакян, Клинт
Клинт Баджакян (Бажакян, Бажакьян, англ. Clint Bajakian; 31 октября 1962, Брин-Мар, Пенсильвания, США) — американский композитор музыки для видеоигр, звукорежиссёр и актёр озвучивания. 
Он занимал должности в Sony Computer Entertainment America LLC, LucasArts Entertainment Company LLC и Pyramind Inc. Соучредитель, первый вице-президент и член совета директоров Game Audio Network Guild и обладатель её награды Game Audio Network Guild Awards в 2013 году, которая ежегодно присуждается за выдающиеся достижения в области звука для видеоигр.    
Принимал участие в работе над более чем 80 играми. Он был назван лидером в области игрового звука с 1991 года.   
В 2014 году Баджакян написал оригинальную музыку для игры World of Warcraft: Warlords of Draenor от Blizzard Entertainment, которая получила в том же году награду Hollywood Music in Media за лучший саундтрек к видеоигре.   
Обладатель премии BAFTA Games Awards за работу в Uncharted 2: Among Thieves. По данным IMDb, Баджакян является лауреатом 4 и номинантом 8 различных наград.   

## Биография
Клинт Баджакян родился 31 октября 1962 в  Брин-Мар, Пенсильвания в армянской семье.   
Он занимался игрой на фортепиано и эуфониуме в возрасте 8 лет. В школе, в 5—8 классах Баджакян играл в оркестре, а затем играл на гитаре в 1977—1984 годах в ряде рок-групп.  
В 1982 году Баджакян поступил в Консерваторию Новой Англии в Бостоне, получив две степени бакалавра — искусств в области теории музыки и игры на классической гитаре. После, получил степень магистра музыки в области музыкальной композиции в Мичиганском университете.  
В 1992 году Баджакяну позвонил Майкл Лэнд, старый друг, с которым он много играл в группе с 1976 года, и предложил ему сочинять музыку вместе с Питером МакКоннеллом — ещё одним давним другом. 
Баджакян начал свою карьеру в 1991 году и успел поработать в таких компаниях как Naughty Dog, Sony Computer Entertainment, Raven Software, Aspyr Media, Lucasfilm, Activision Blizzard, LucasArts Entertainment, Disney Interactive, Blizzard Entertainment, Terrible Toybox и других. 
С 1991 по 2000 год он был соруководителем аудиоотдела LucasArts в качестве композитора многих игр и руководителя звукового дизайна. 
В 2000–2004 годах Баджакян  возглавлял аудиопроизводственную компанию Bay Area Sound.  
В 2004 году присоединился к Sony Interactive Entertainment, где разработал несколько программ, включая практику оркестрового производства и составления бюджета, планирование и запись на сценах озвучивания по всему миру, системы управления активами и рабочими процессами, а также впечатляющие подходы к озвучиванию игр, включая адаптивный музыкальный дизайн.  
В 2010 году Баякян руководил записью знаменитого саундтрека к фильму Heavy Rain в студии Abbey Road Studios в Лондоне, который получил награды Британской академии и Академии интерактивных искусств и наук за лучший оригинальный саундтрек.
В 2013 году музыка Баджакяна к Uncharted: Golden Abyss (Sony PlayStation) получила награду Game Audio Network Guild за лучший интерактивный саундтрек. 

## Дискография

### Саундтреки к видеоиграм
| Год  | Заголовок                                     | Примечания                                                                                  |
| ---- | --------------------------------------------- | ------------------------------------------------------------------------------------------- |
| 1991 | Monkey Island 2: LeChuck's Revenge            | Совместно с Майклом Лэндом and Питером МакКоннеллом                                         |
| 1992 | Indiana Jones and the Fate of Atlantis        | Совместно с Майклом Лэндом and Питером МакКоннеллом                                         |
| 1993 | Day of the Tentacle                           | Совместно с Майклом Лэндом and Питером МакКоннеллом                                         |
| 1993 | Sam and Max Hit the Road                      | Совместно с Майклом Лэндом and Питером МакКоннеллом                                         |
| 1993 | Star Wars: X-Wing                             | Совместно с Майклом Лэндом and Питером МакКоннеллом                                         |
| 1993 | Star Wars: Rebel Assault                      | Монтаж и обработка звука                                                                    |
| 1994 | Star Wars: TIE Fighter                        | Музыка и оркестровка, цифровые звуковые эффекты, дополнительная режиссура и монтаж          |
| 1995 | Star Wars: Dark Forces                        | Музыка и оркестровка, цифровые звуковые эффекты, патчи для инструментов                     |
| 1995 | Full Throttle                                 | Звук                                                                                        |
| 1995 | The Dig                                       | Окружающий дизайн                                                                           |
| 1996 | Star Wars: Shadows of the Empire              | Музыкальный редактор/контроль качества звука                                                |
| 1996 | Indiana Jones and His Desktop Adventures      | Редактирование музыки и звуковых эффектов                                                   |
| 1997 | Outlaws                                       | С Марком Кроули и Гансом Христианом Роймшюселем                                             |
| 1997 | Star Wars Jedi Knight: Dark Forces II         | Звук                                                                                        |
| 1997 | The Curse of Monkey Island                    | Звуковой дизайн                                                                             |
| 1998 | Grim Fandango                                 | Звуковой дизайн                                                                             |
| 1998 | Star Wars Jedi Knight: Mysteries of the Sith  | Обработка голоса                                                                            |
| 1998 | Star Wars: DroidWorks                         | Монтаж музыки, монтаж окружающего звука, обработка голоса, супервайзер по звуковому дизайну |
| 1999 | Indiana Jones and the Infernal Machine        | Музыкальная адаптация тем Джона Уильямса                                                    |
| 1999 | Star Wars: Yoda's Challenge – Activity Center | Оригинальная песня, музыка и режиссура                                                      |
| 1999 | Star Wars: X-Wing Alliance                    | Редактирование музыки                                                                       |
| 1999 | Star Wars: Anakin's Speedway                  | Супервайзер по звуковому дизайну                                                            |
| 2000 | Star Wars Episode I: Jedi Power Battles       | Ведущий звукорежиссер                                                                       |
| 2000 | Star Wars: Force Commander                    | Супервайзер по звукорежиссуре                                                               |
| 2000 | Star Wars: Demolition                         | Звуковой дизайн                                                                             |
| 2000 | Escape from Monkey Island                     | Музыкальный руководитель                                                                    |
| 2001 | Star Wars: Super Bombad Racing                | Музыкальный руководитель                                                                    |
| 2001 | The Simpsons Wrestling                        | Звуковые эффекты                                                                            |
| 2002 | Metal Dungeon                                 | Звуковые эффекты                                                                            |
| 2002 | Star Trek: Bridge Commander                   | Звуковое производство, CB Studios                                                           |
| 2002 | Star Wars Jedi Knight II: Jedi Outcast        | Редактирование музыки                                                                       |
| 2003 | Star Wars Jedi Knight: Jedi Academy           | Редактирование музыки                                                                       |
| 2003 | Indiana Jones and the Emperor's Tomb          | Со Стивом Цукерманом                                                                        |
| 2003 | Unreal II: The Awakening                      | С Джеком Уоллом, Джереми Соулом, Александром Брэндоном и Криспином Хэндсом                  |
| 2003 | Star Wars: Knights of the Old Republic        | Дополнительное звуковое оформление                                                          |
| 2003 | The Lord of the Rings: The Return of the King | Дополнительное звуковое оформление                                                          |
| 2003 | NFL GameDay 2004                              | Запись пения, режиссура и производство                                                      |
| 2003 | MTV Celebrity Deathmatch                      | Звук                                                                                        |
| 2003 | Battlestar Galactica                          | Композитор FMV с Крисом Лишем, Томом Зендером и Стивом Кураем                               |
| 2004 | The Bard's Tale                               | С Томми Талларико, Джаредом Эмерсоном-Джонсоном и Питером МакКоннеллом                      |
| 2004 | Tiger Woods PGA Tour 2005                     | Дополнительная музыка                                                                       |
| 2004 | Star Wars Trilogy: Apprentice of the Force    | Оригинальная музыкальная адаптация с Джоселин Дауст                                         |
| 2004 | Rise to Honor                                 | Звуковой дизайн                                                                             |
| 2004 | James Bond 007: Everything or Nothing         | Звуковой дизайн                                                                             |
| 2005 | SOCOM 3 U.S. Navy SEALs                       | Музыкальный руководитель                                                                    |
| 2005 | God of War                                    | Музыкальный руководитель                                                                    |
| 2006 | Syphon Filter: Dark Mirror                    | С Джонатаном Майером, Марком Сноу и Лиором Рознером                                         |
| 2006 | Thrillville                                   | С другими                                                                                   |
| 2006 | SOCOM U.S. Navy SEALs: Fireteam Bravo 2       | Старший музыкальный руководитель                                                            |
| 2007 | Uncharted: Drake's Fortune                    | Старший музыкальный руководитель                                                            |
| 2007 | Warhawk                                       | Старший музыкальный руководитель                                                            |
| 2007 | SOCOM U.S. Navy SEALs: Tactical Strike        | Старший музыкальный руководитель                                                            |
| 2007 | PAIN                                          | Старший музыкальный руководитель                                                            |
| 2007 | Lair                                          | Старший музыкальный руководитель                                                            |
| 2007 | God of War II                                 | Старший музыкальный руководитель                                                            |
| 2008 | Twisted Metal: Head-On                        | Старший музыкальный руководитель                                                            |
| 2008 | God of War: Chains of Olympus                 | Старший музыкальный руководитель                                                            |
| 2008 | SOCOM U.S. Navy SEALs: Confrontation          | Старший музыкальный менеджер                                                                |
| 2008 | MotorStorm: Pacific Rift                      | Старший музыкальный менеджер                                                                |
| 2008 | Linger in Shadows                             | Старший музыкальный менеджер                                                                |
| 2009 | Uncharted 2: Among Thieves                    | Старший музыкальный менеджер                                                                |
| 2009 | Resistance: Retribution                       | Старший музыкальный менеджер                                                                |
| 2009 | Jak and Daxter: The Lost Frontier             | Старший музыкальный менеджер                                                                |
| 2009 | InFamous                                      | Старший музыкальный менеджер                                                                |
| 2009 | Gran Turismo                                  | Старший музыкальный менеджер                                                                |
| 2009 | Flower                                        | Старший музыкальный менеджер                                                                |
| 2009 | Fat Princess                                  | Старший музыкальный менеджер                                                                |
| 2009 | InFamous                                      | Играл на гитаре                                                                             |
| 2009 | Killzone 2                                    | Мастеринг музыки SCEA                                                                       |
| 2009 | God of War Collection                         | Особая благодарность                                                                        |
| 2010 | God of War III                                | Старший музыкальный менеджер                                                                |
| 2010 | Syphon Filter: Logan's Shadow                 | Старший музыкальный менеджер                                                                |
| 2010 | Sports Champions                              | Старший музыкальный менеджер                                                                |
| 2010 | SOCOM U.S. Navy SEALs: Fireteam Bravo 3       | Старший музыкальный менеджер                                                                |
| 2010 | ModNation Racers                              | Старший музыкальный менеджер                                                                |
| 2010 | MAG                                           | Старший музыкальный менеджер                                                                |
| 2010 | Heavy Rain                                    | Старший музыкальный менеджер                                                                |
| 2010 | God of War: Ghost of Sparta                   | Старший музыкальный менеджер                                                                |
| 2010 | Fat Princess: Fistful of Cake                 | Старший музыкальный менеджер                                                                |
| 2011 | Uncharted 3: Drake's Deception                | Старший музыкальный менеджер                                                                |
| 2011 | Uncharted: Golden Abyss                       | Старший музыкальный менеджер                                                                |
| 2011 | SOCOM 4 U.S. Navy SEALs                       | Старший музыкальный менеджер                                                                |
| 2011 | MotorStorm: Apocalypse                        | Старший музыкальный менеджер                                                                |
| 2011 | Medieval Moves: Deadmund's Quest              | Старший музыкальный менеджер                                                                |
| 2011 | Infamous: Festival of Blood                   | Старший музыкальный менеджер                                                                |
| 2011 | InFamous 2                                    | Старший музыкальный менеджер                                                                |
| 2011 | Killzone 3                                    | Группа услуг SCEA PD                                                                        |
| 2012 | Twisted Metal                                 | Старший музыкальный менеджер                                                                |
| 2012 | Starhawk                                      | Старший музыкальный менеджер                                                                |
| 2012 | Sorcery                                       | Старший музыкальный менеджер                                                                |
| 2012 | Resistance: Burning Skies                     | Старший музыкальный менеджер                                                                |
| 2012 | Journey                                       | Старший музыкальный менеджер                                                                |
| 2012 | Datura                                        | Старший музыкальный менеджер                                                                |
| 2013 | Sound Shapes                                  | Старший музыкальный менеджер                                                                |
| 2013 | Sly Cooper: Thieves in Time                   | Старший музыкальный менеджер                                                                |
| 2013 | God of War: Ascension                         | Старший музыкальный руководитель                                                            |
| 2014 | World of Warcraft: Warlords of Draenor        | С другими                                                                                   |
| 2014 | Broken Age                                    | Креативный директор Pyramind                                                                |
| 2015 | Grim Fandango: Remastered                     | Звуковое оформление, игра на гитаре и мелодике                                              |
| 2016 | Day of the Tentacle: Remastered               | Оригинальная музыка, отдельное спасибо                                                      |
| 2018 | World of Warcraft: Battle for Azeroth         | Дополнительная музыка                                                                       |
| 2019 | Death Stranding                               | Свист                                                                                       |
| 2021 | Psychonauts 2                                 | Играл на электрогитаре                                                                      |
| 2022 | Return to Monkey Island                       | С Майклом Лэндом и Питером МакКоннеллом                                                     |

### Саундтрек к фильму
- Panzehir (2014)

## Фильмография

### Видеоигры
| Год  | Заголовок                                 | Голосовая роль                        | Примечания         |
| ---- | ----------------------------------------- | ------------------------------------- | ------------------ |
| 1993 | Super Star Wars: The Empire Strikes Back  | Дарт Вейдер                           |                    |
| 1993 | Star Wars: X-Wing                         | Дарт Вейдер                           | В титрах не указан |
| 1997 | Star Wars: Masters of Teräs Käsi          | Дарт Вейдер                           |                    |
| 1999 | Star Wars: Episode I – The Phantom Menace | Джабба Хатт                           | [ 12 ]             |
| 1999 | Star Wars Episode I: The Gungan Frontier  | Рассказчик                            | [ 12 ]             |
| 2000 | Star Wars: Demolition                     | Джабба Хатт / Боуш / Боевой дроид     | [ 12 ]             |
| 2001 | Star Wars: Super Bombad Racing            | Дарт Мол                              | [ 12 ]             |
| 2001 | Star Wars: Obi-Wan                        | Член группы бит / Воин Джин'ха        | [ 12 ]             |
| 2001 | Star Wars Episode I: Battle for Naboo     | Борво Хатт / Рик Оли / Гражданин Набу |                    |
| 2002 | Star Wars Racer Revenge                   | Джабба Хатт                           | [ 12 ]             |
| 2002 | Star Wars: Galactic Battlegrounds         | Бурка Хатт / Джабба Хатт              |                    |
| 2002 | Star Wars: Bounty Hunter                  | Джабба Хатт / Бандит Мико             | [ 12 ]             |

### Другие работы
- The Upgrade (2000)